# Agrypon hancocki
Agrypon hancocki là một loài tò vò trong họ Ichneumonidae.